# Mącznica
Mącznica (Arctostaphylos) – rodzaj roślin należących do rodziny wrzosowatych (Ericaceae). Należy tu 50–70 gatunków występujących głównie w Ameryce Północnej, z jednym przedstawicielem w Europie – mącznicą lekarską (A. uva-ursi) występującą także w Polsce. Rodzaj najbardziej zróżnicowany jest w południowo-zachodniej części Ameryki Północnej. Liczne gatunki to pirofity.
Szereg gatunków kalifornijskich jest uprawianych, aczkolwiek rzadko poza południowo-zachodnią częścią USA. A. pingens dostarcza także cenionego, zdobnego drewna. Mącznica lekarska wykorzystywana jest jako roślina lecznicza, garbarska, jej liście służyły do zaparzania naparów i wchodziły w skład mieszanek do palenia.

## Morfologia

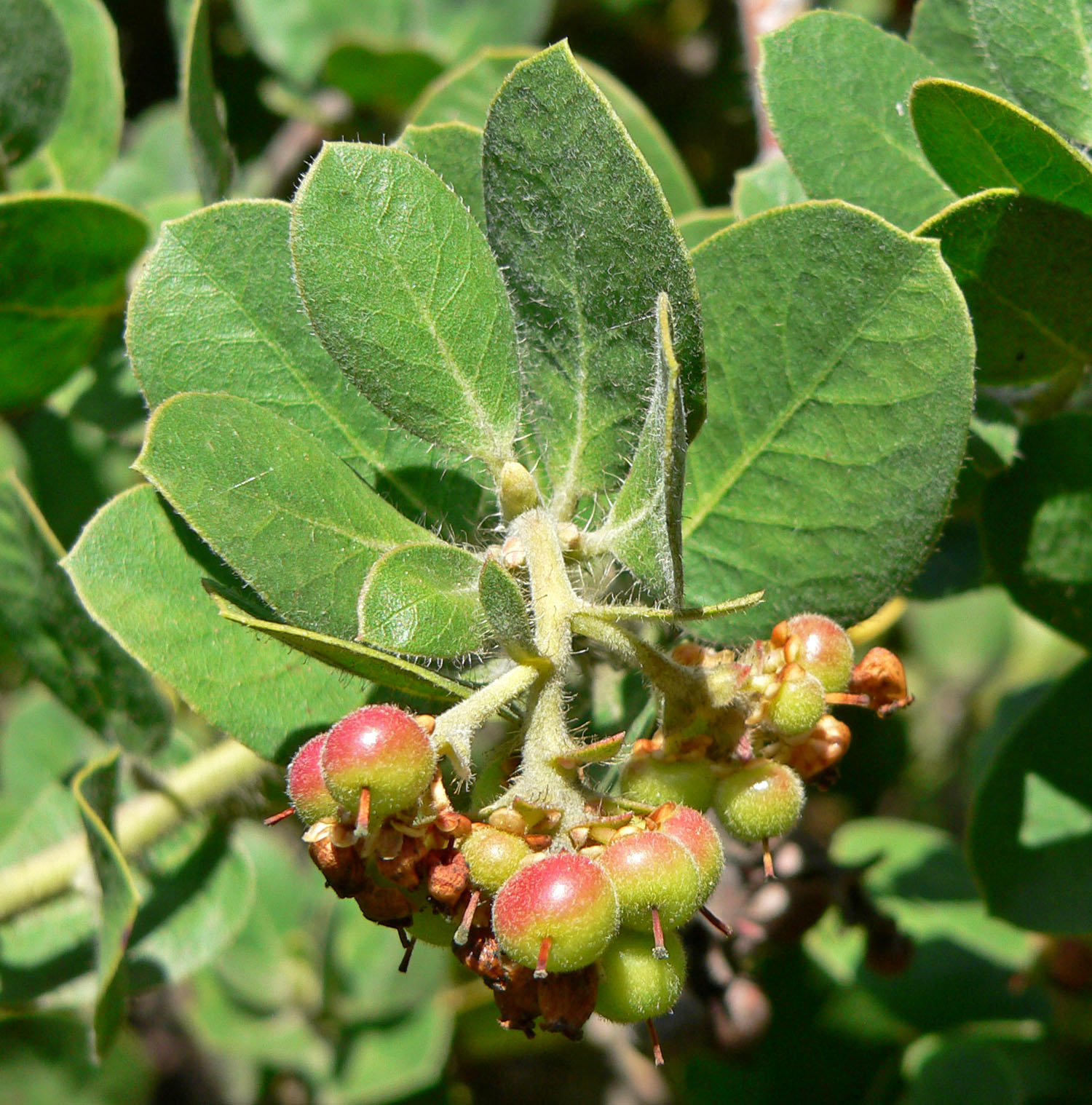
Arctostaphylos confertiflora

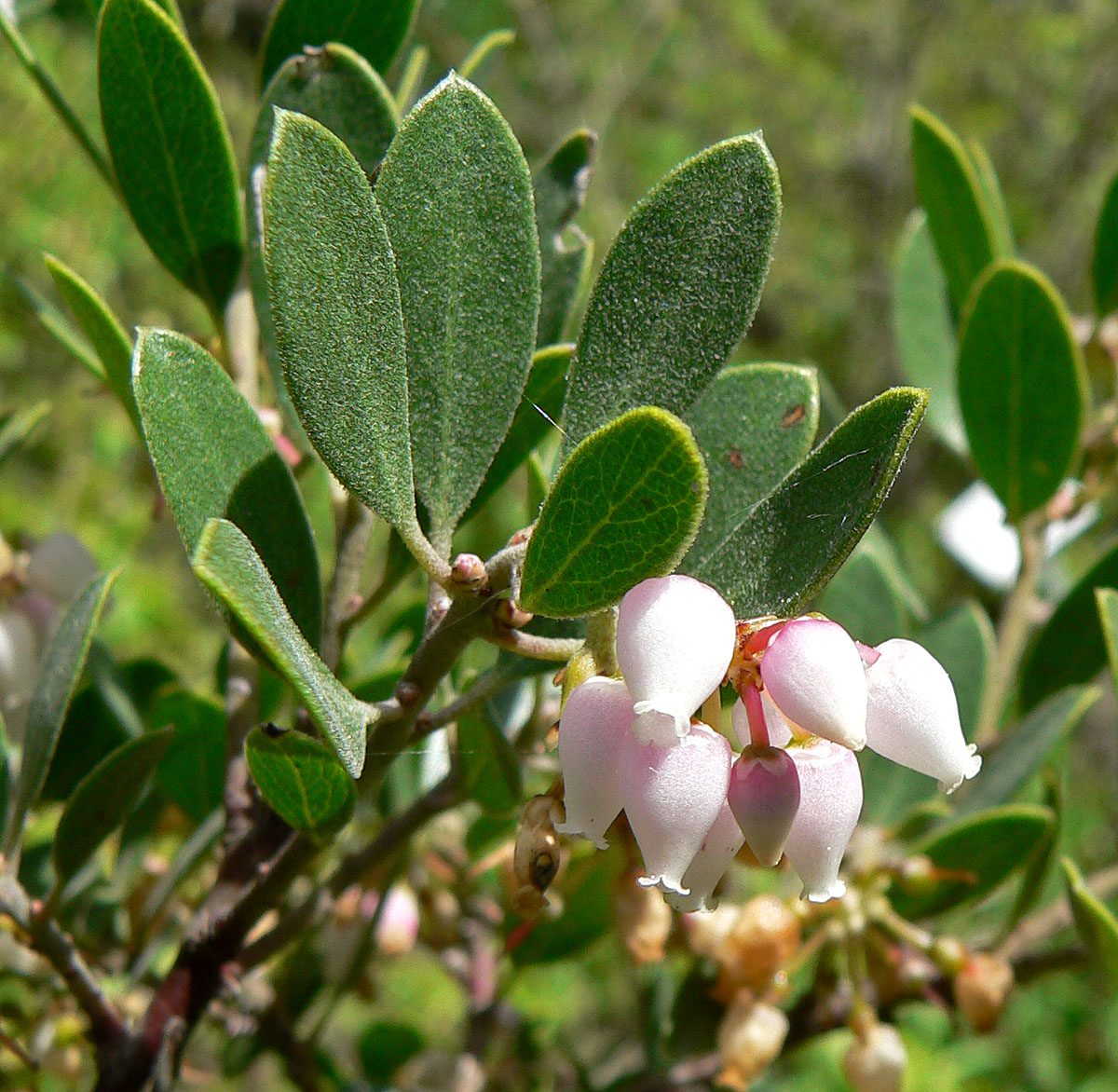
Arctostaphylos franciscana

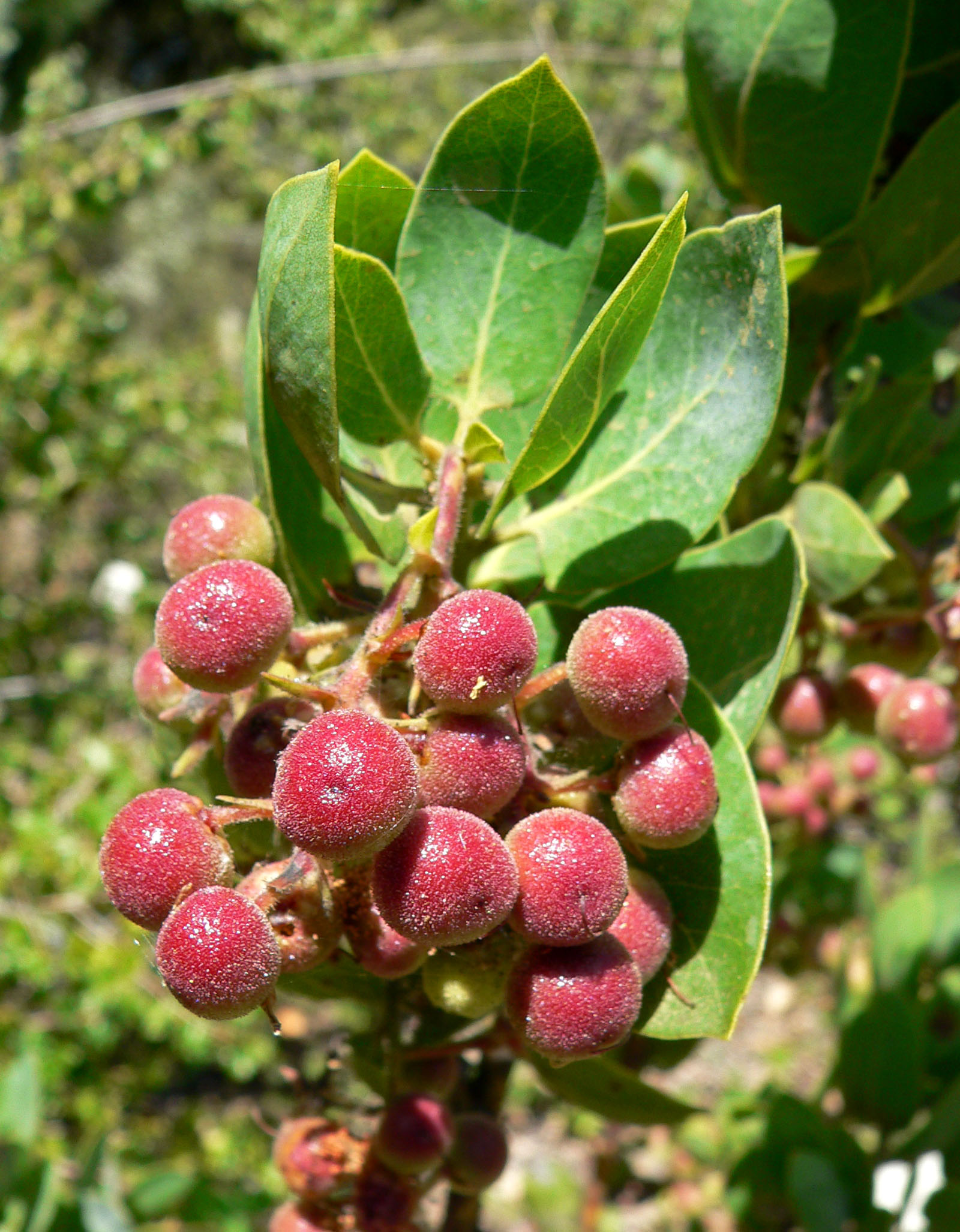
Arctostaphylos glauca

PokrójZawsze zielone krzewinki, krzewy, nawet małe drzewa osiągające do 6 m wysokości. Część gatunków to pirofity o węzłowato zgrubiałych pędach okrytych grubą korą, łatwo regenerujące po przejściu ognia.
ŁodygaPłożąca lub prosto się wznosząca. U gatunków pirofitycznych kora gruba, szorstka, szara, u innych zwykle cienka, czerwonawa. Gałązki nagie lub omszone, rzadko gruczołowate.
LiścieTwarde, całobrzegie (drobnoząbkowane tylko u A. pacifica), o blaszce liściowej eliptycznej lub jajowatej, zwykle płaskiej lub podwiniętej na brzegach, ogonek liściowy jest krótki lub brak go zupełnie.
KwiatyZebrane w liczbie od 5 do 20 w groniaste kwiatostany. Kwiaty za młodu bywają wzniesione, ale podczas kwitnienia zawsze są zwieszone. Przysadki są trwałe, łuskowate lub liściokształtne. Kwiaty są 5-krotne (4-krotne u A. nummularia i A. sensitiva). Płatki korony całobrzegie, białe lub różowe. Pręcików zwykle 10 (rzadko 8) z ciemnoczerwonymi pylnikami, u nasady zwykle owłosione. Zalążnia z 2–10 zalążkami. Znamię główkowate.
OwoceKuliste, czerwone lub brązowe pestkowce z grubym, rzadko cienkim egzokarpem, mezokarp zwykle suchy, mączysty, endokarp wielonasienny (1–10 nasion).

## Systematyka
Synonimy taksonomiczne
Mairania Desvaux, J. Bot. Agric. 1: 36. Jan 1813, Uva-Ursi Duhamel du Monceau, Traité Arbres Arbust. 2: 371. 1755.
Pozycja systematyczna
W zależności od ujęcia systematycznego albo jedyny, albo jeden z sześciu rodzajów z podrodziny Arbutoideae Niedenzu w obrębie rodziny wrzosowatych (Ericaceae) z rzędu wrzosowców (Ericales).
Wykaz gatunków
- Arctostaphylos acutifolia Eastw.
- Arctostaphylos andersonii A.Gray
- Arctostaphylos auriculata Eastw.
- Arctostaphylos australis Eastw.
- Arctostaphylos bakeri Eastw.
- Arctostaphylos × benitoensis Roof
- Arctostaphylos bolensis P.V.Wells
- Arctostaphylos canescens Eastw.
- Arctostaphylos catalinae P.V.Wells
- Arctostaphylos caucasica Lipsch.
- Arctostaphylos × cinerea Howell
- Arctostaphylos columbiana Piper
- Arctostaphylos confertiflora Eastw.
- Arctostaphylos cruzensis Roof
- Arctostaphylos densiflora M.S.Baker
- Arctostaphylos edmundsii J.T.Howell
- Arctostaphylos gabilanensis V.T.Parker & M.C.Vasey
- Arctostaphylos glandulosa Eastw.
- Arctostaphylos glauca Lindl.
- Arctostaphylos glutinosa B.Schreib.
- Arctostaphylos × helleri Eastw.
- Arctostaphylos hispidula Howell
- Arctostaphylos hookeri G.Don
- Arctostaphylos hooveri P.V.Wells
- Arctostaphylos imbricata Eastw.
- Arctostaphylos incognita J.E.Keeley & al.
- Arctostaphylos insularis Greene & Parry
- Arctostaphylos × jepsonii Eastw.
- Arctostaphylos klamathensi s S.W.Edwards, Keeler-Wolf & W.Knight
- Arctostaphylos × laxiflora  A.Heller ex Eastw.
- Arctostaphylos luciana P.V.Wells
- Arctostaphylos malloryi (W.Knight & Gankin) P.V.Wells
- Arctostaphylos manzanita Parry
- Arctostaphylos × media Greene
- Arctostaphylos mendocinoensis P.V.Wells
- Arctostaphylos mewukka Merriam
- Arctostaphylos montereyensis Hoover
- Arctostaphylos moranii P.V.Wells
- Arctostaphylos morroensis Wiesl. & B.Schreib.
- Arctostaphylos myrtifolia Parry
- Arctostaphylos nevadensis A.Gray – mącznica newadyjska
- Arctostaphylos nissenana Merriam
- Arctostaphylos nortensis (P.V.Wells) P.V.Wells
- Arctostaphylos novoleontis Rehder
- Arctostaphylos nummularia A.Gray
- Arctostaphylos obispoensis Eastw.
- Arctostaphylos oblongifolia Howell
- Arctostaphylos ohloneana M.C.Vasey & V.T.Parker
- Arctostaphylos osoensis P.V.Wells
- Arctostaphylos otayensis Wiesl. & B.Schreib.
- Arctostaphylos × pacifica Roof
- Arctostaphylos pajaroensis J.E.Adams
- Arctostaphylos pallida Eastw.
- Arctostaphylos parryana Lemmon
- Arctostaphylos × parvifolia Howell
- Arctostaphylos patula Greene
- Arctostaphylos pechoensis (Abrams) Dudley ex Abrams
- Arctostaphylos peninsularis P.V.Wells
- Arctostaphylos pilosula Jeps. & Wiesl.
- Arctostaphylos pringlei Parry
- Arctostaphylos pumila Nutt.
- Arctostaphylos pungens Kunth
- Arctostaphylos purissima P.V.Wells
- Arctostaphylos refugioensis Gankin
- Arctostaphylos regismontana Eastw.
- Arctostaphylos × repens (Howell) P.V.Wells
- Arctostaphylos rudis Jeps. & Wiesl.
- Arctostaphylos silvicola Jeps. & Wiesl.
- Arctostaphylos stanfordiana Parry
- Arctostaphylos tomentosa (Pursh) Lindl.
- Arctostaphylos uva-ursi (L.) Spreng. – mącznica lekarska
- Arctostaphylos virgata Eastw.
- Arctostaphylos viridissima  (Eastw.) McMinn
- Arctostaphylos viscida Parry
- Arctostaphylos wellsii W.Knight